# Cattleya granulosa
La Cattleya granulosa es una especie de orquídea epifita  que pertenece al género de las Cattleya.  

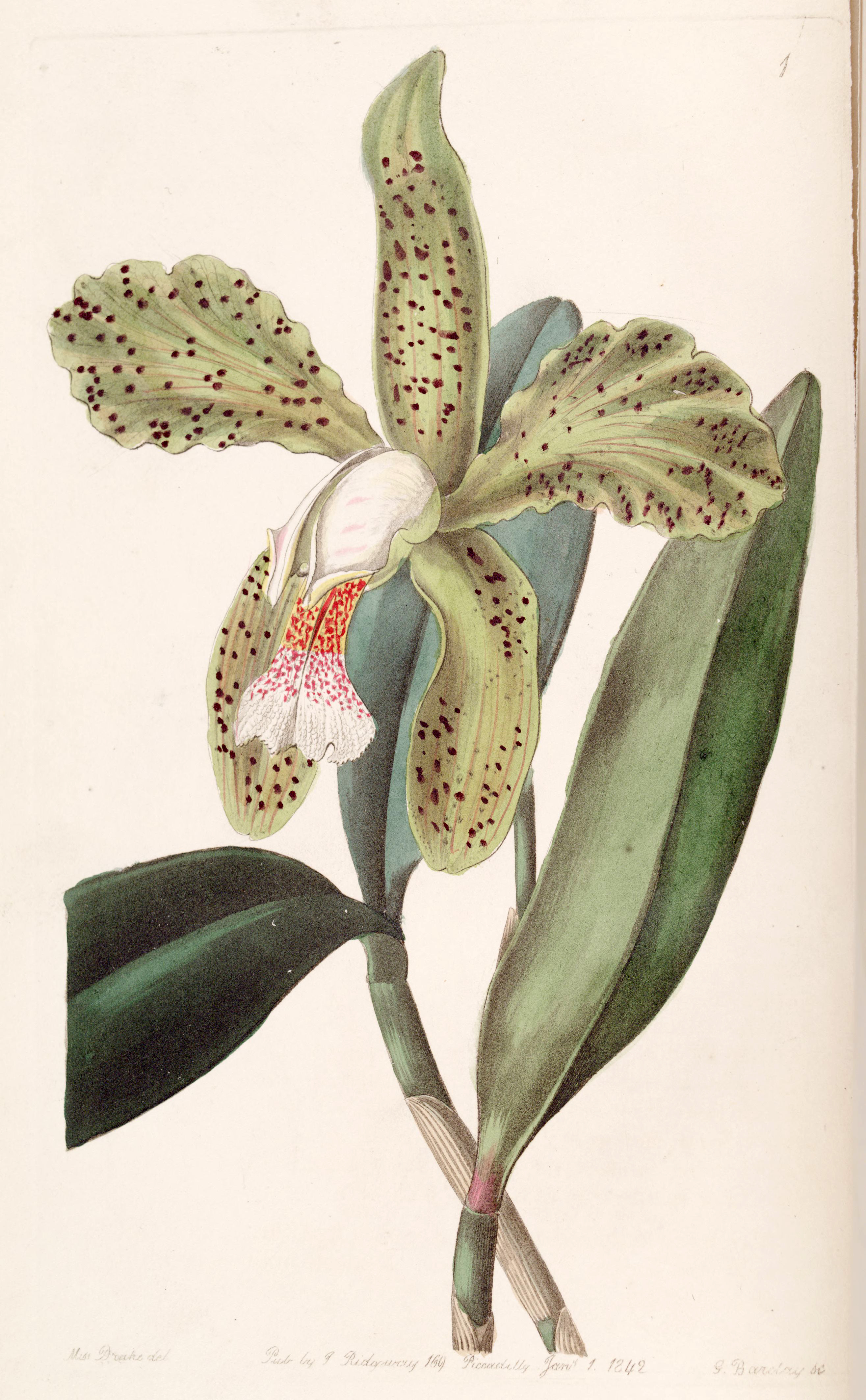
Ilustración

## Descripción
Es una orquídea de tamaño mediano a grande, de hábitos de epifita vertical con pseudobulbos alargados, cilíndricos,  lateralmente comprimidos que llevan 2 hojas apicales, oblongo-lanceoladas, o ellíptica-ovada, coriácea  y obtusa. Florece en la primavera y principios del verano en una inflorescencia terminal, corta, con 5-8 flores  brillantes y gruesas, de larga vida, fragante, de colores variables.

## Distribución
Se encuentra en Brasil en las colinas cercanas de la costa en las zonas pantanosas en elevaciones de 600 a 900 metros.     

## Taxonomía
Cattleya granulosa fue descrita por John Lindley y publicado en Edwards's Botanical Register 28: , t. 1. 1842.
Etimología
Cattleya: nombre genérico otorgado en honor de William Cattley orquideólogo aficionado inglés,
granulosa: epíteto latíno que significa "granular".
Sinonimia
- Epidendrum granulosum (Lindl.) Rchb.f.[1][4][5]